# Sankt-Ignatius-Kathedrale

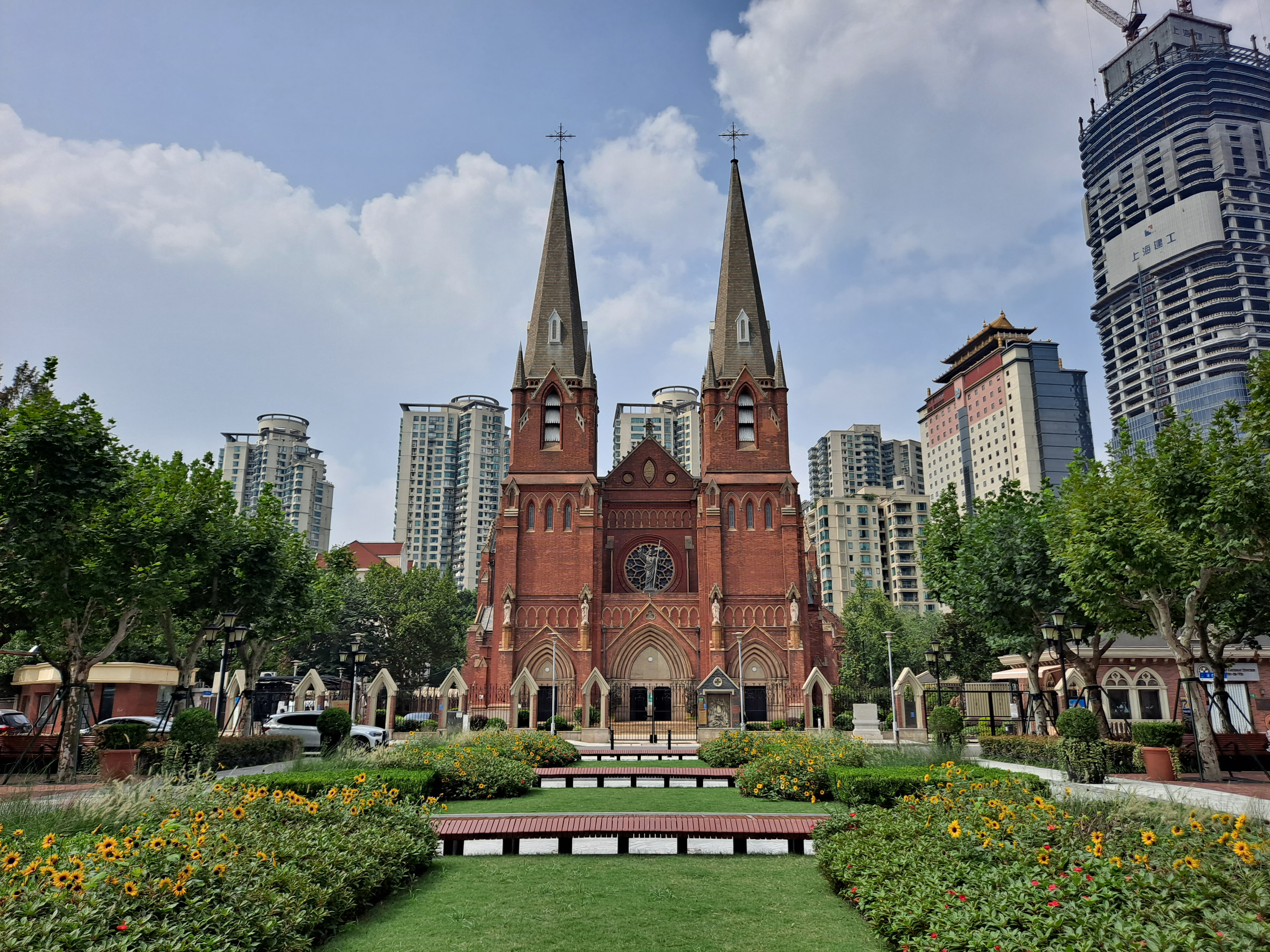
Xujiahui-Kathedrale in Shanghai

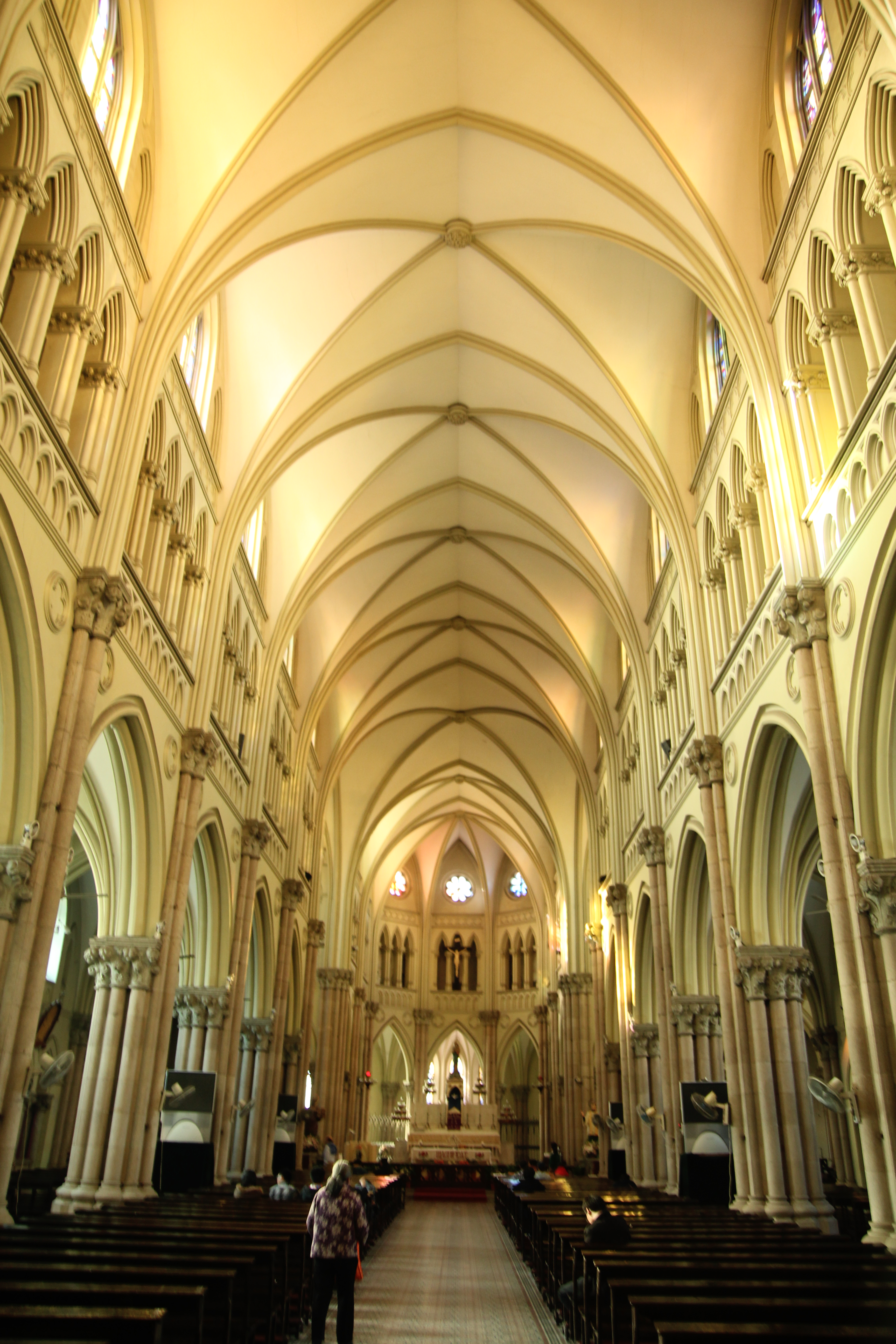
Inneres

Die St.-Ignatius-Kathedrale (圣依纳爵主教座堂; Pinyin: Shèng Yīnàjué Zhǔjiào Zuòtáng, auch: Xujiahui-Kathedrale; 徐家汇天主教堂; Pinyin: Xújiāhuì Tiānzhǔjiào Táng) ist eine neugotische katholische Kathedrale in Schanghai.

## Geschichte
Die Kathedrale wurde vom schottischen Architekten William Macdonnell Mitchell Dowdall während der Kolonialzeit 1904 entworfen und von französischen Jesuiten mit Hilfe der Shanghai Building Company innerhalb von sechs Jahren erbaut. An der Bauleitung federführend beteiligt waren der Jesuitenpater François-Xavier Diniz und Bruder Aloysius Beck aus Triftlfing in Bayern, ebenfalls Angehöriger der französischen Jesuiten. Konstruiert wurde die Kirche mit Ziegelsteinen, die Pfeiler mit Granit. Die Maße betrugen 1910 noch in der äußeren Länge 79 Meter. Die Breite des Querschiffs betrug 44 Meter, die Turmhöhe 31 Meter. Am 22. und 23. Oktober 1910 wurde die Kirche feierlich eingeweiht. Nach der Machtübernahme der Kommunisten in China wurde die Kathedra des Schanghaier Bischofs 1960 von der älteren St.-Franziskus-Xaver-Kirche in Dondjiadu in die St.-Ignatius-Kathedrale verlegt.
Während der Kulturrevolution wurde das Kirchengebäude von Roten Garden aus Peking zerstört. Dabei wurden die Turmspitzen und die Decke niedergerissen und die rund 300 Quadratmeter Glasmalerei zertrümmert. Auch die Priester und die Nonnen der Kirche wurden körperlich angegriffen und verprügelt. Der damalige Bischof Aloysius Jin Luxian wurde von seinem Posten entfernt und zu Zwangsarbeit in ein Arbeitslager verschickt. Für die nächsten zehn Jahre diente die Kathedrale als staatseigenes Getreidelager.
Erst 1978 konnte die Kathedrale wiedereröffnet werden.

## Kapazität
Die Sankt-Ignatius-Kathedrale bietet Platz für ungefähr 3.000 Menschen und ist als Bistumskirche des Bistums Shanghai die größte Kirche in Shanghai und eine der größten in Asien. Sie ist sehr gut besucht, und zur Weihnachtszeit müssen sogar Karten im Voraus verteilt werden, da man sonst den Besuchermassen nicht gewachsen wäre.

## Bildergalerie

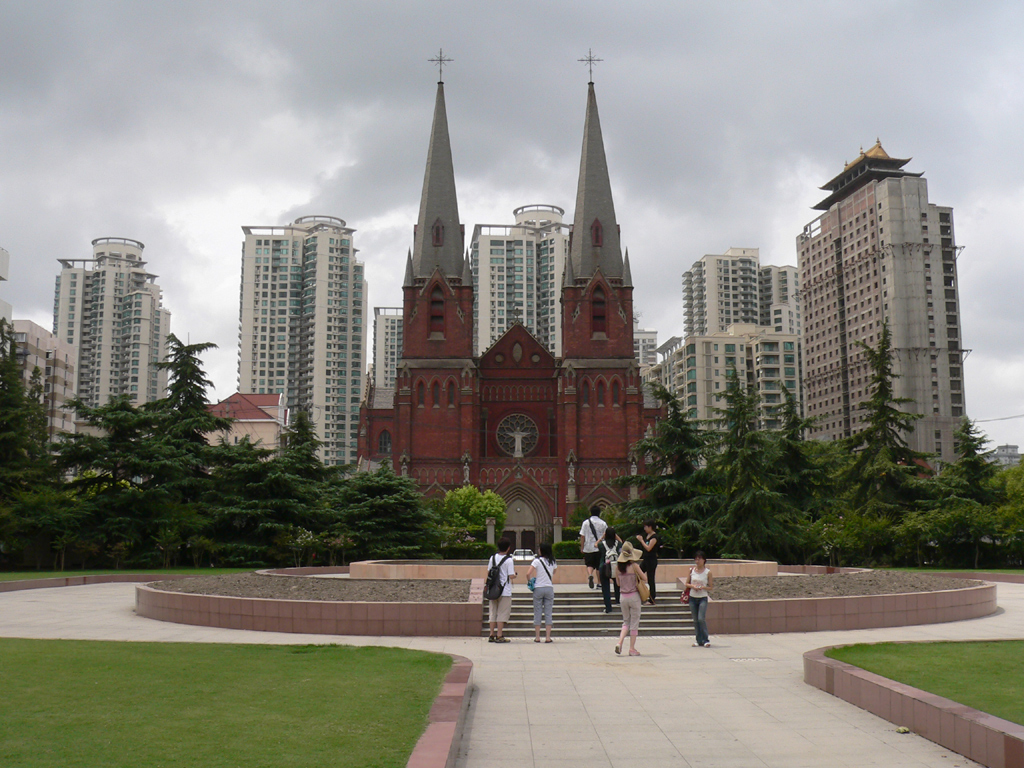
Außenansicht
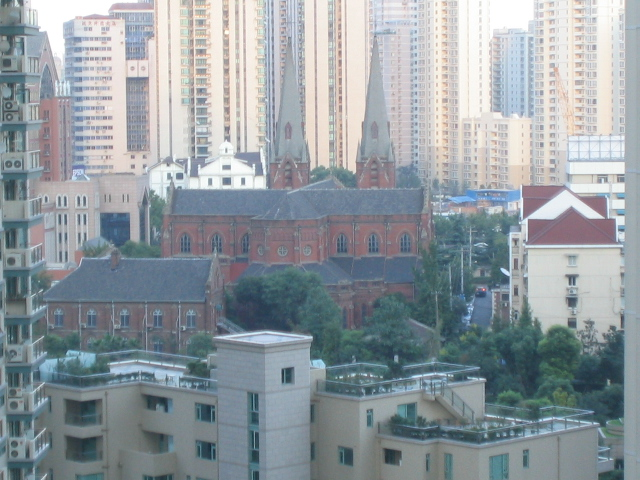
Umgebung
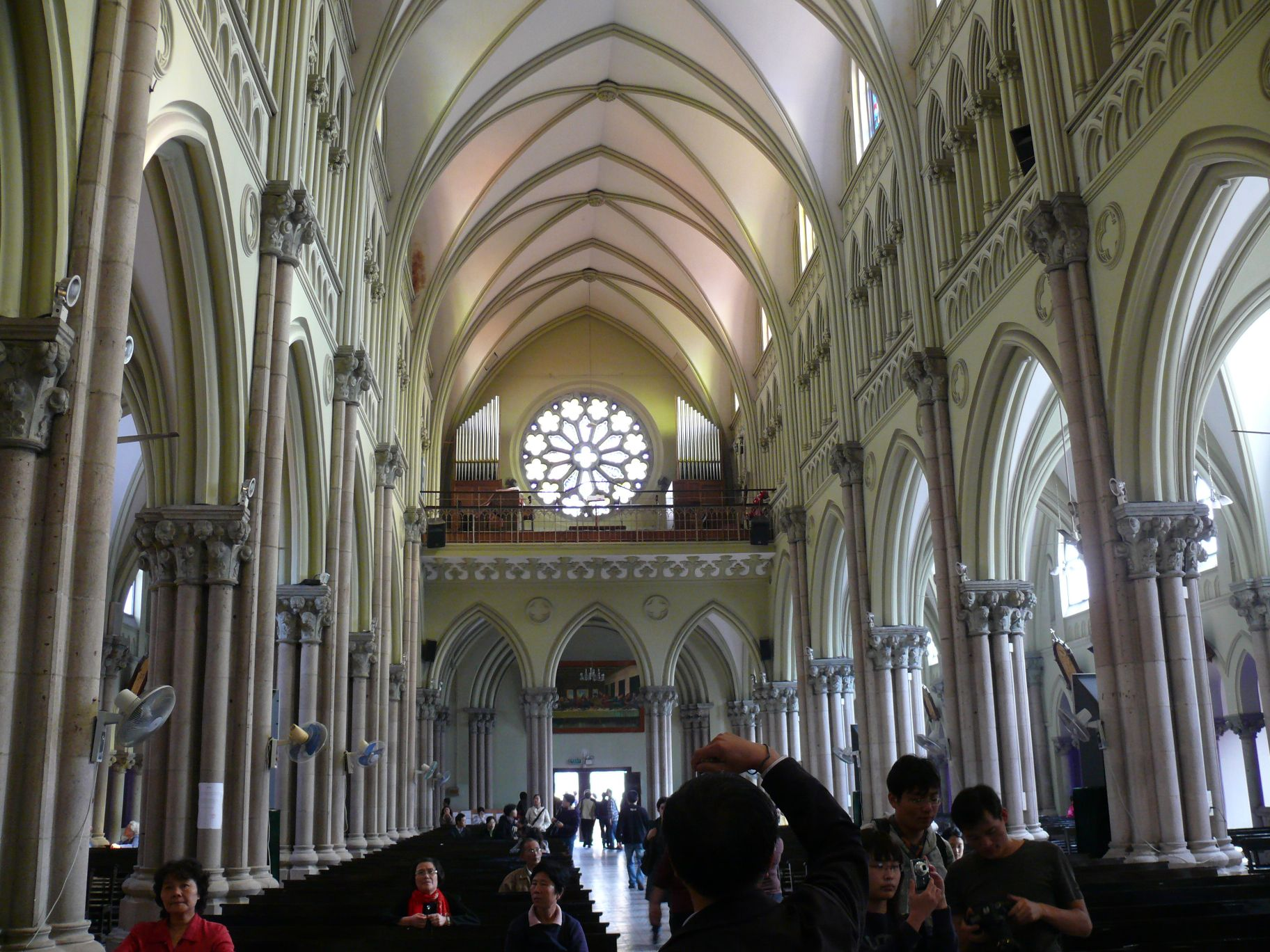
Kirchenschiff
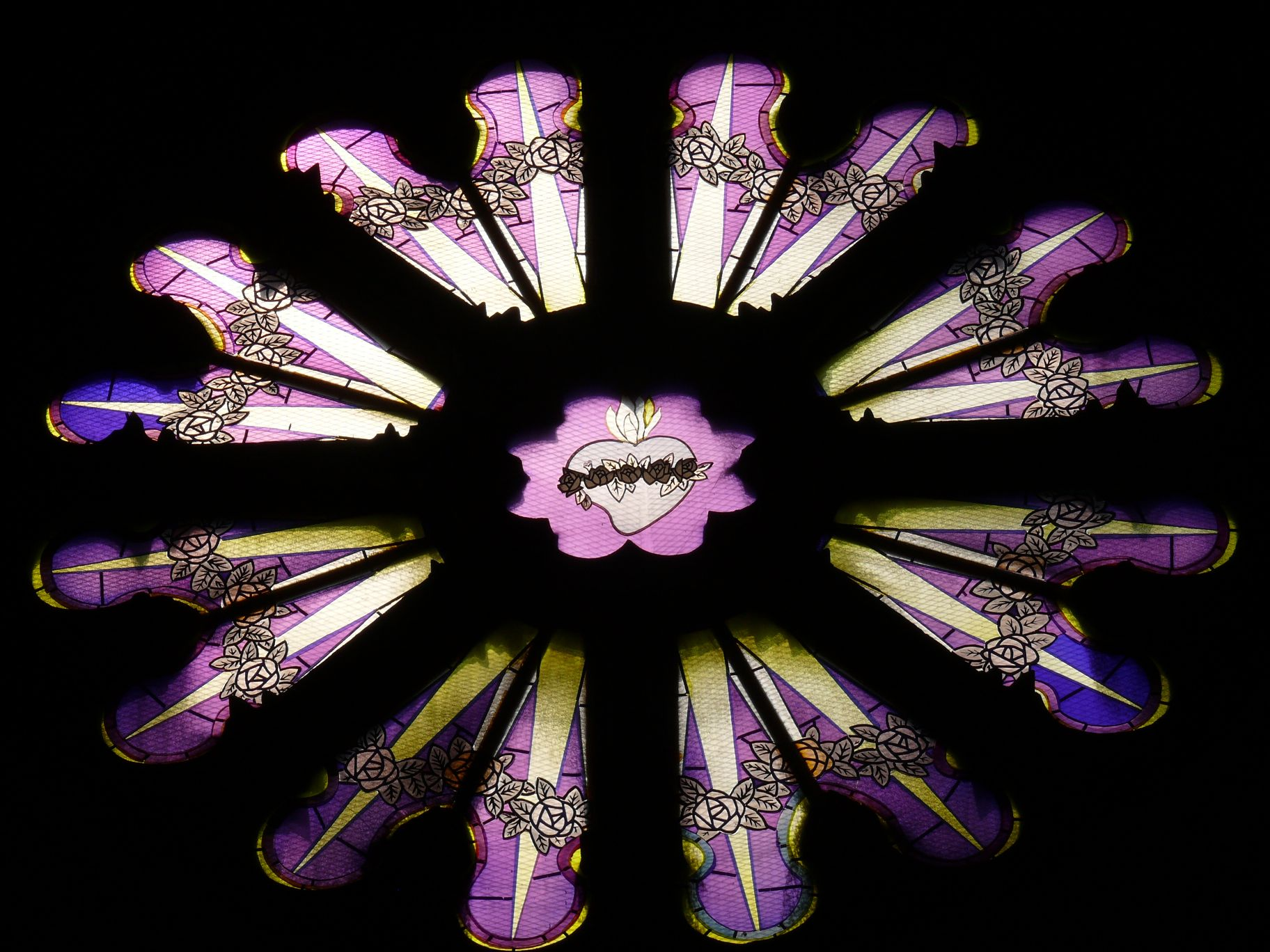
Kirchenfenster
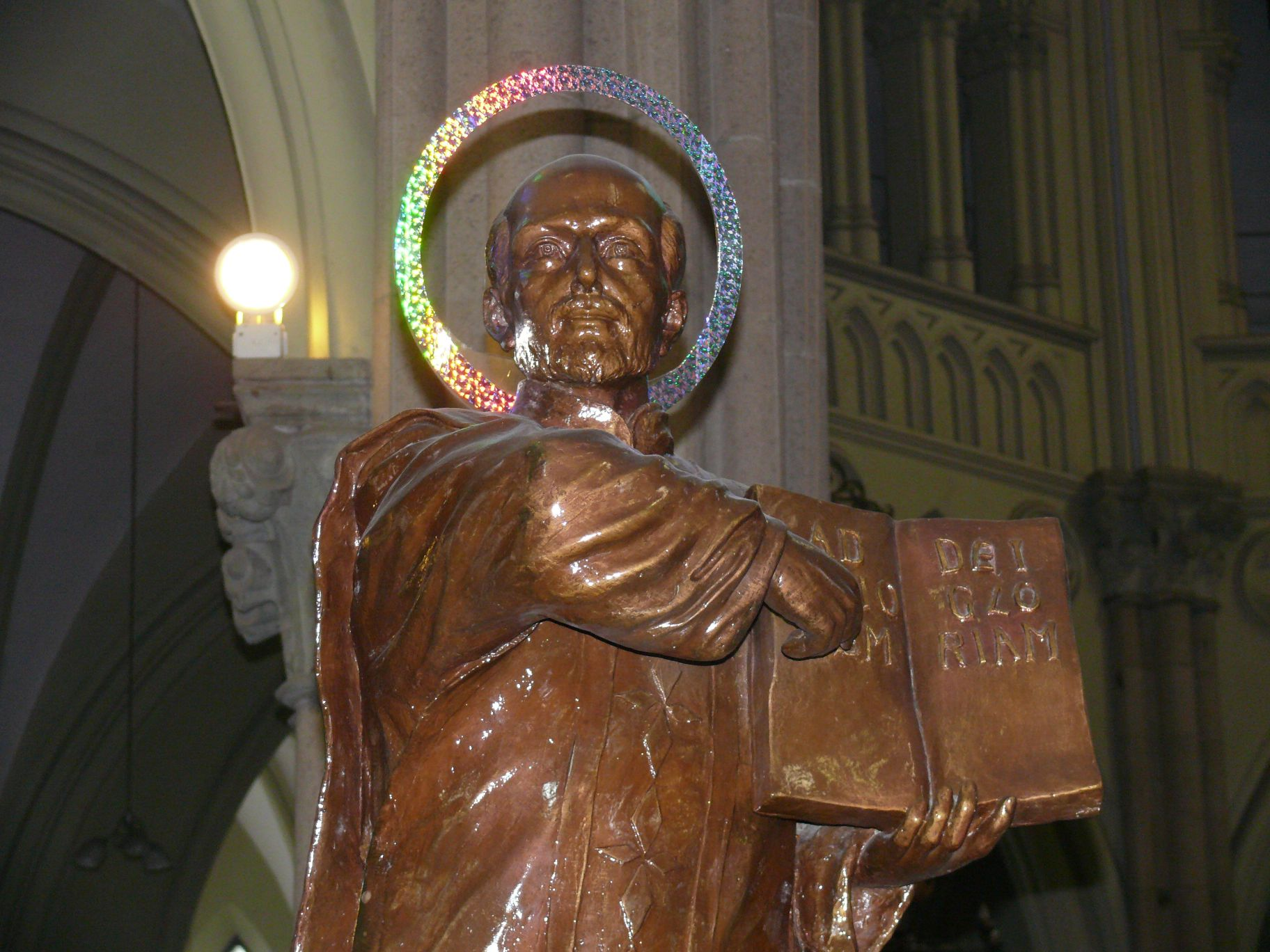
St. Ignatius
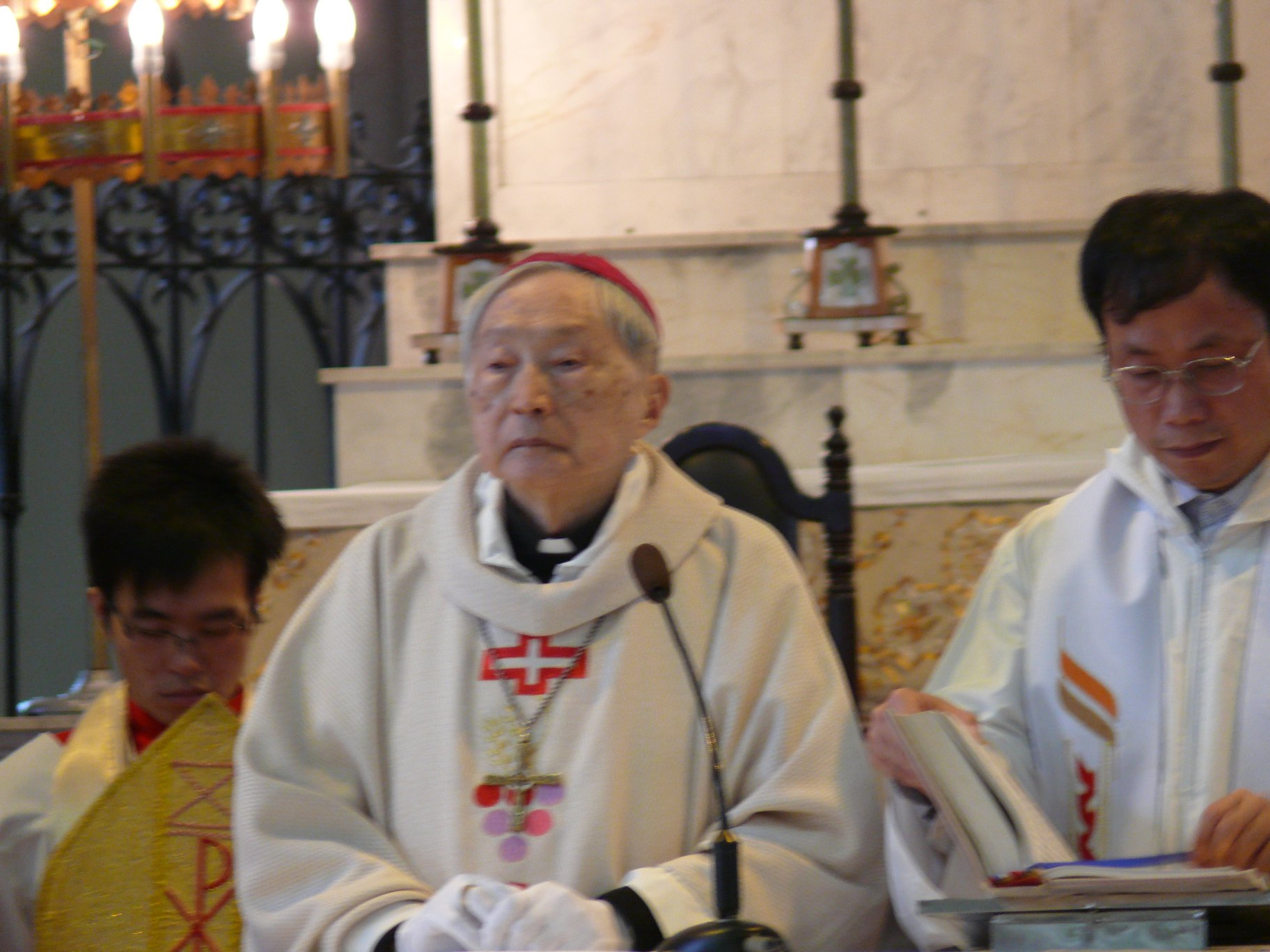
Bischof Aloysius